# (10350) Spallanzani
(10350) Spallanzani – planetoida z pasa głównego asteroid okrążająca Słońce w ciągu 4 lat i 106 dni w średniej odległości 2,64 j.a. Została odkryta 26 lipca 1992 w Europejskim Obserwatorium Południowym przez Erica Elsta. Nazwa planetoidy pochodzi od Lazzaro Spallanzaniego (1729-1799), włoskiego biologa. Przed nadaniem nazwy planetoida nosiła oznaczenie tymczasowe (10350) 1992 OG2.